# Morelle mammiforme
Espèce
La Morelle mammiforme (Solanum mammosum) est une espèce de plantes de la famille des Solanaceae. Elle porte les noms vulgaires de « pomme téton » et « poire de bachelier ».

## Description
Cette plante s'élève, avec une tige garnie de longs poils, aiguillonnée et herbacée, à la hauteur de trois ou quatre pieds. Ses épines sont fortes, jaunâtre, les unes droites, d'autres un peu recourbées vers leur pointe : elle pousse des rameaux peu nombreux. Ses feuilles sont grandes, la plupart plus larges que longues, en forme de cœur, divisées en lobes inégaux, anguleux, velues des deux côtés, garnies de quelques piquants sur leurs côtés. Ses fleurs naissent éparses sur les tiges et les branches : le pédoncule se divise dès la base en deux parties, l'une ordinairement uniflore, et l'autre réunifiée de nouveau, et formant un corymbe. Le calice est à cinq dents étroites, linéaires, inégales, sans piquants, chargé de longs poils blanchâtres : la corolle est d'un bleu pâle, petite, il lui succède des fruits jaunes de la grosseur d'une poire de Sainte Catherine renversée. Cette plante se trouve dans les îles de l'Amérique où elle est annuelle. On la cultive au Jardin des plantes.

## Galerie de photographies

Morelle mammiforme, Jardin botanique de la reine Sirikit, Thaïlande
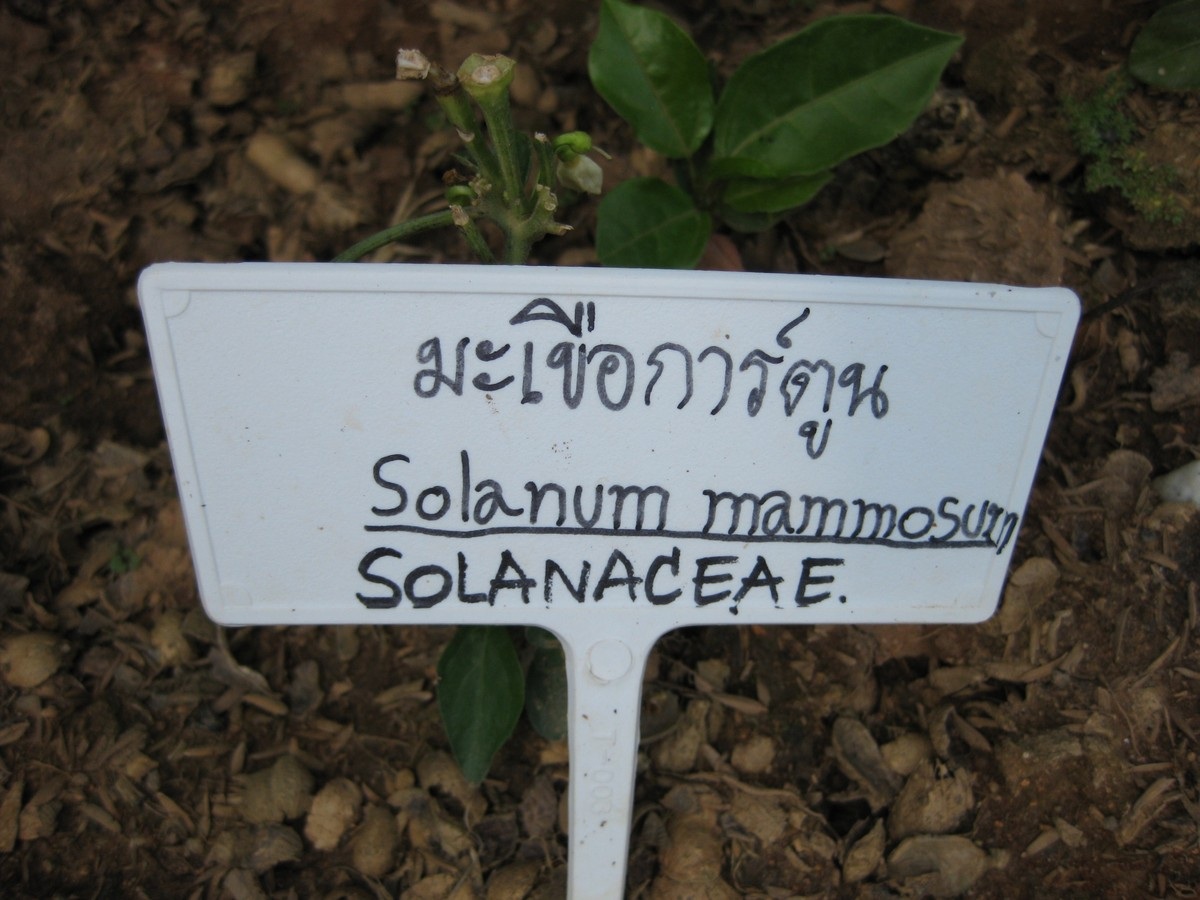
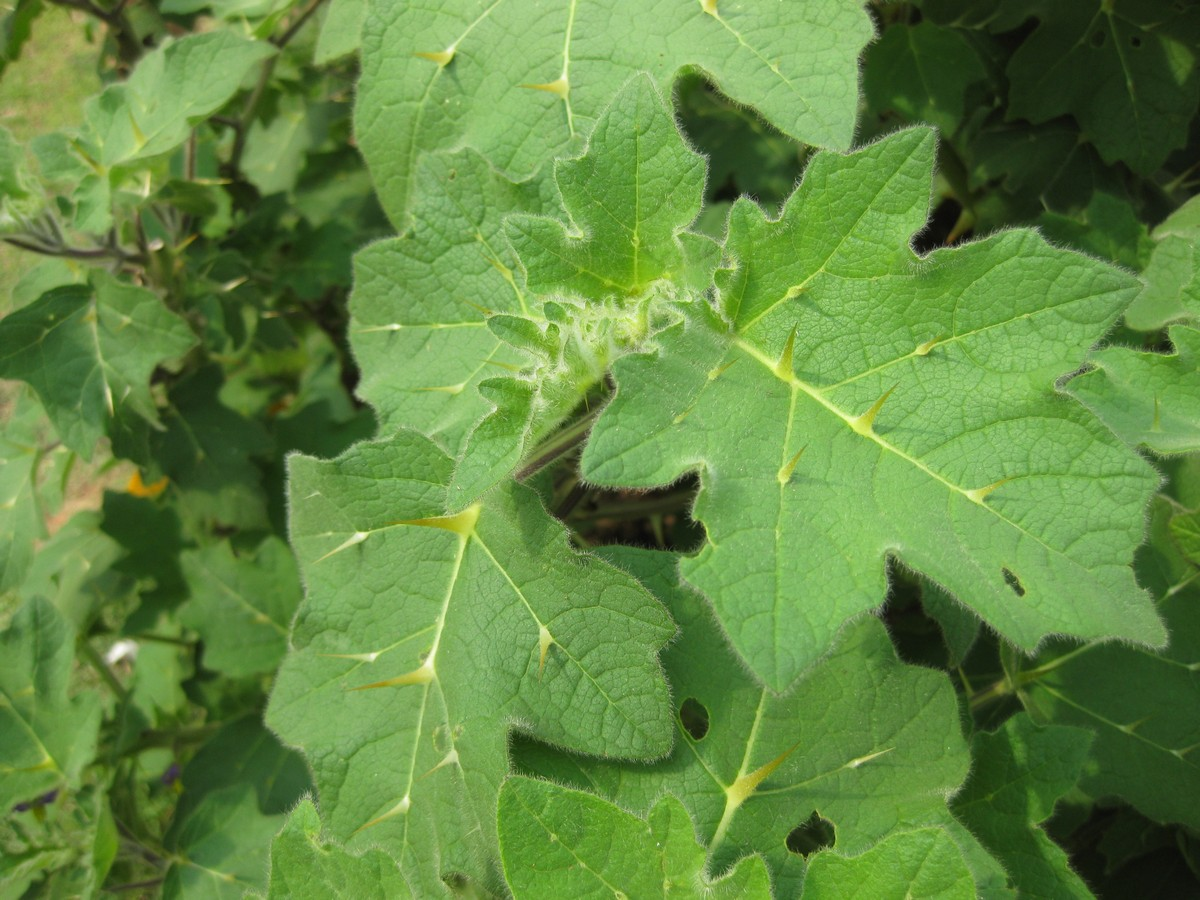
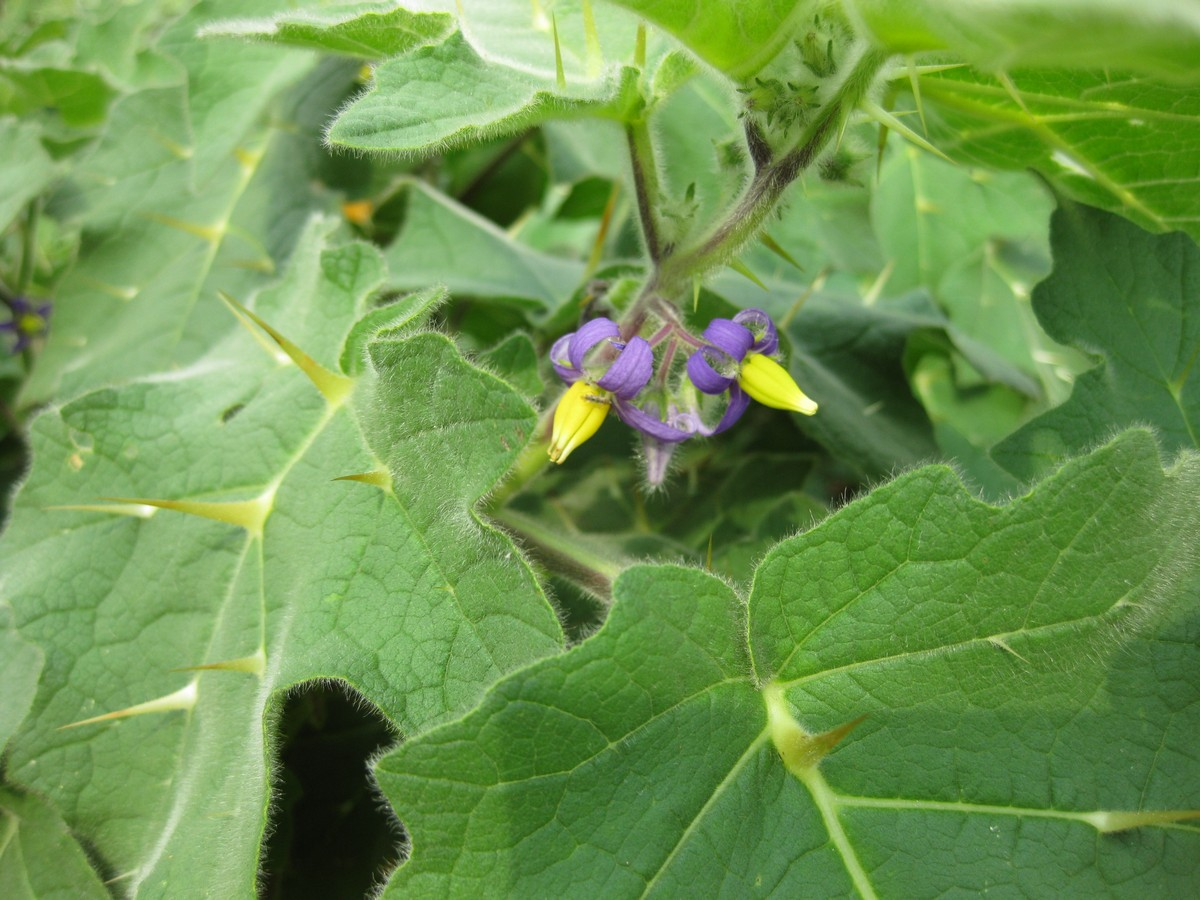
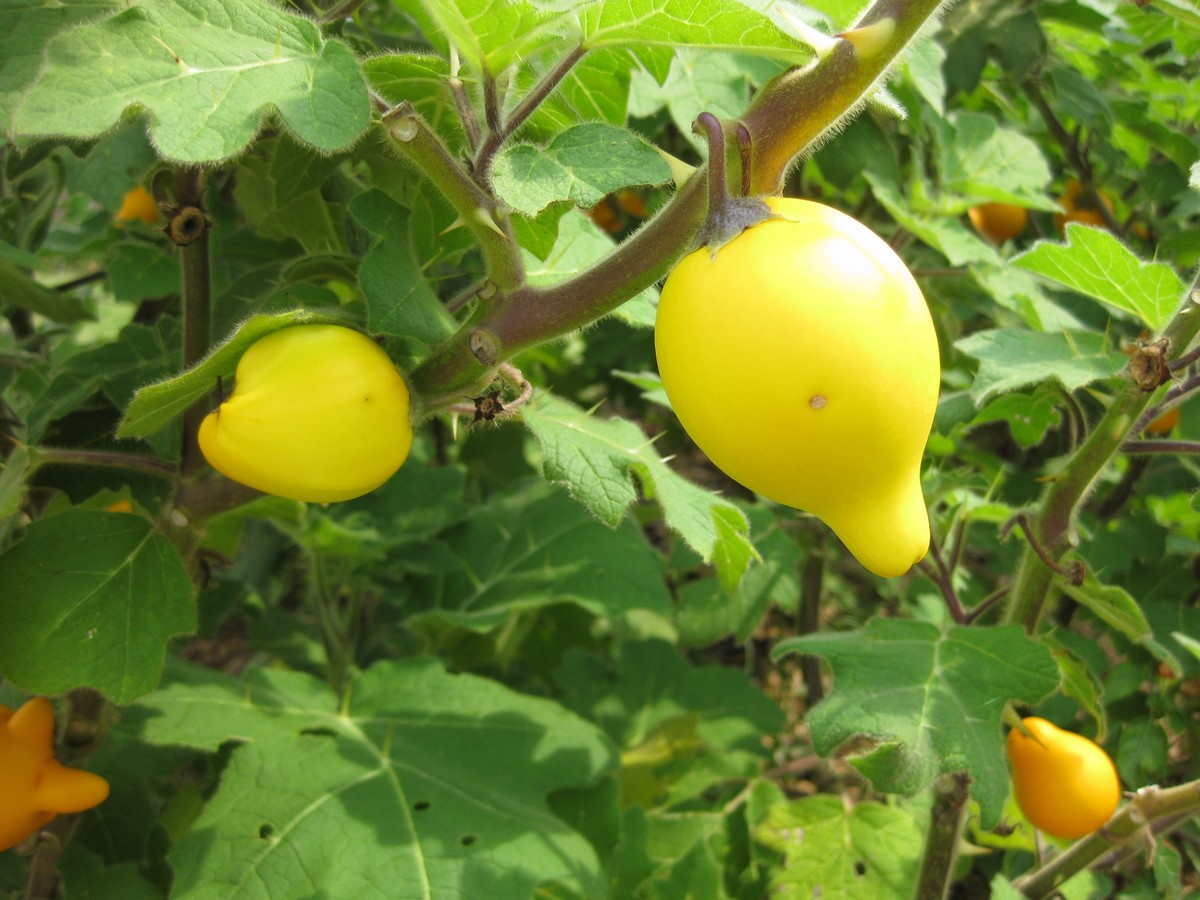
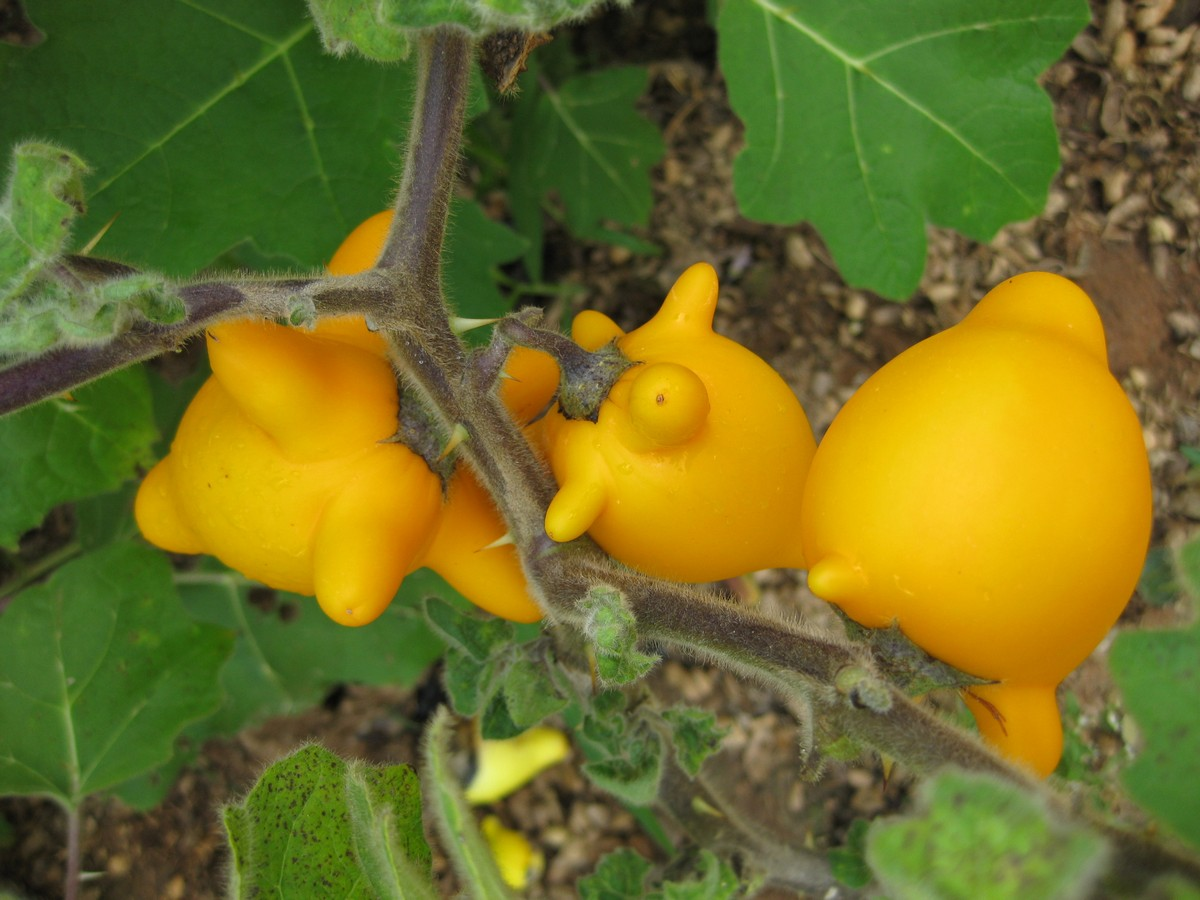
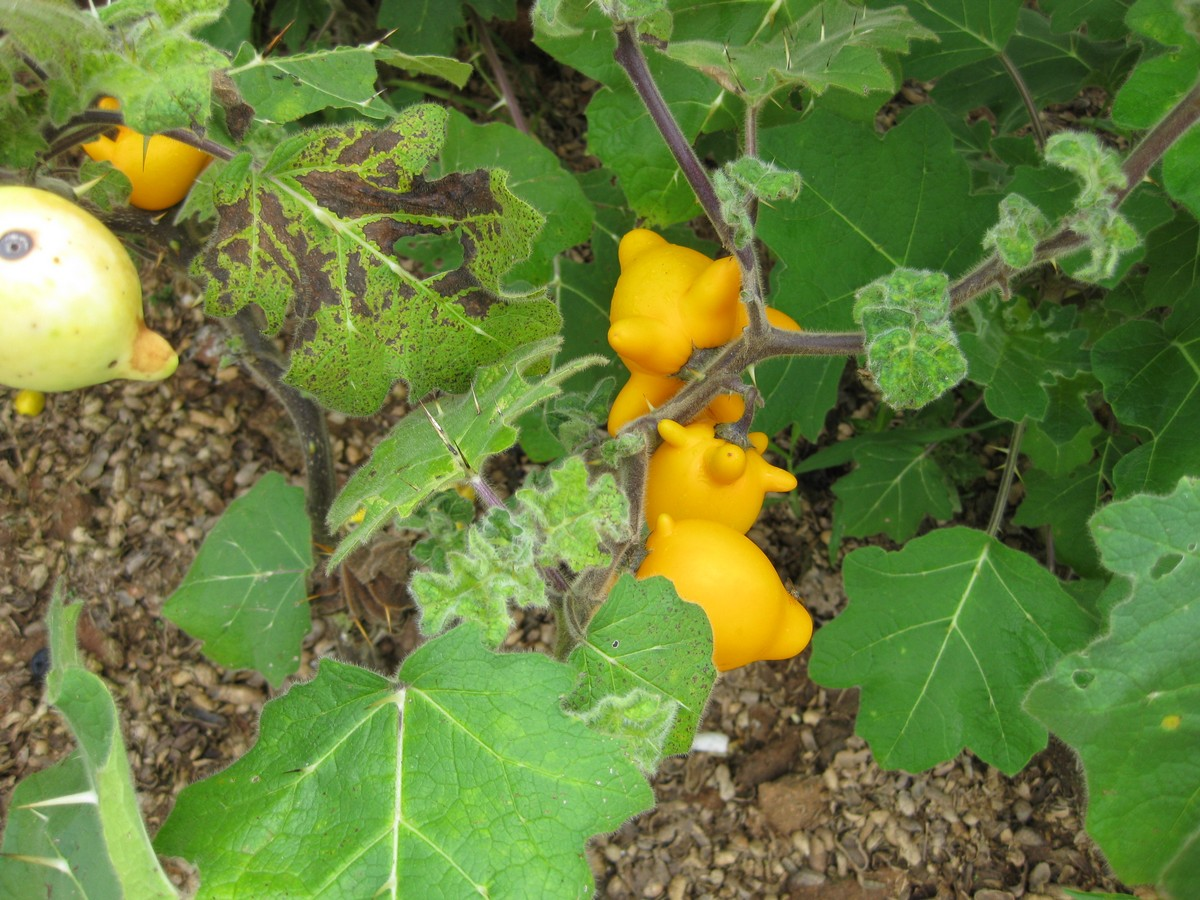
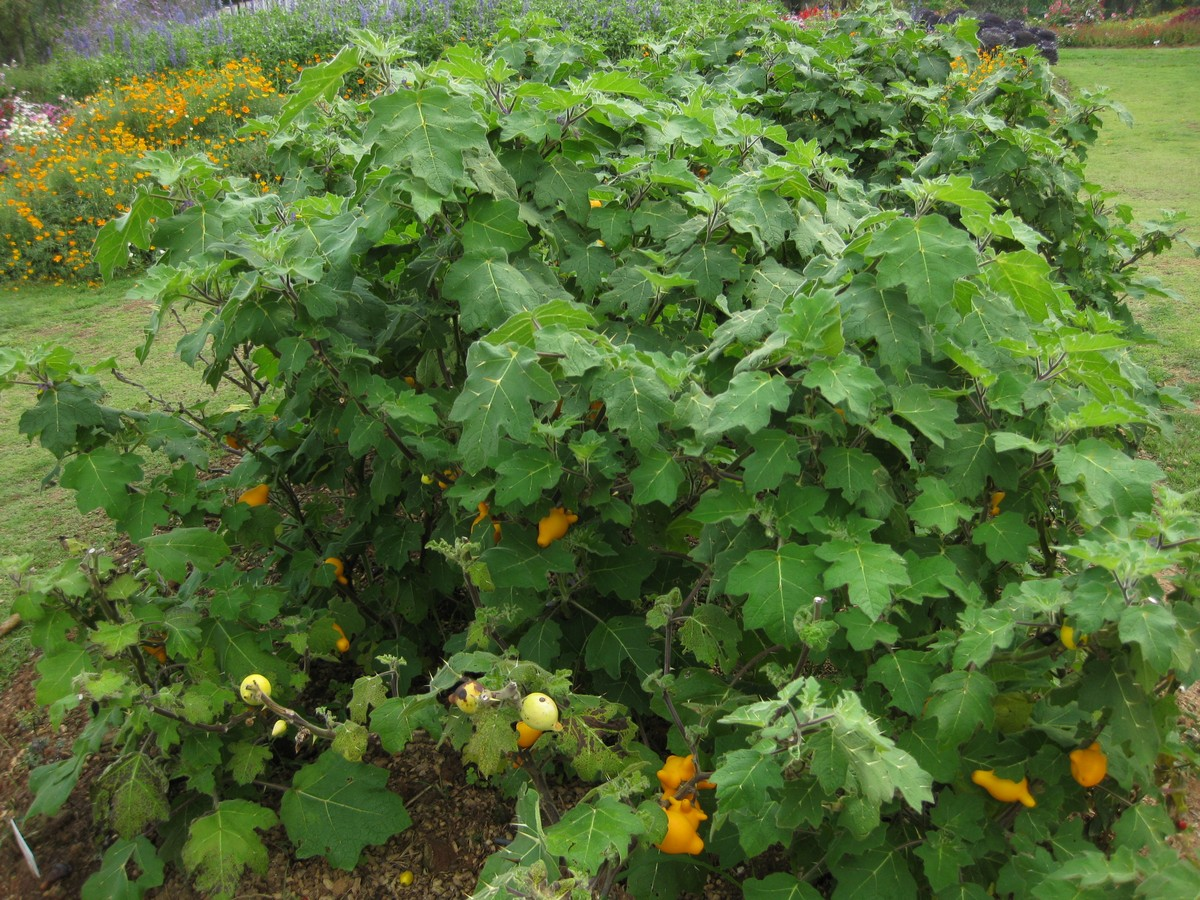